# Crayford (London Borough of Bexley)

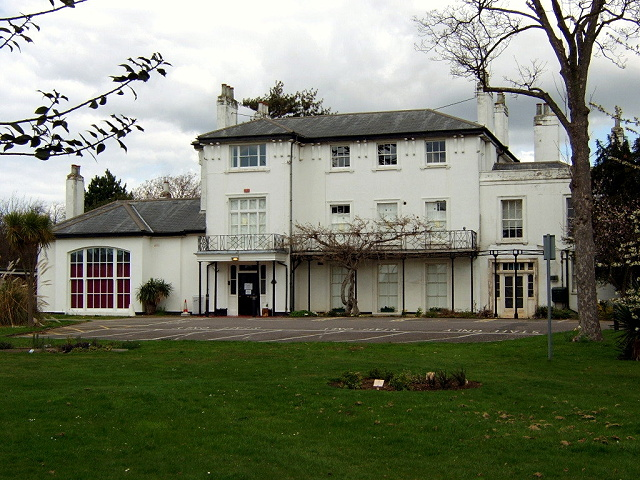
Crayford Manor House

Crayford ist eine Ortschaft östlich von London im London Borough of Bexley. Möglicherweise ist sie mit dem römischen Noviomagus gleichzusetzen. Es gibt zwei Herrenhäuser: Crayford Manor House und Howbury Manor.
Crayford liegt östlich von Bexleyheath und nordwestlich von Dartford. Es gehört zur historischen Grafschaft von Kent. Im Jahr 2011 hatte Crayford 11.226 Einwohner.

## Persönlichkeiten
- Pamela Kosh (1930–2022), US-amerikanische Schauspielerin und Regisseurin britischer Abstammung